# Картофельная революция
Картофельная революция (нем. Kartoffelrevolution) — беспорядки в Берлине в апреле 1847 года. Их причиной послужило плачевное положение большой части городского населения. Поводом для начала волнений стал резкий рост цен на продовольственные товары в результате предшествующего неурожая. Волнения закончились спустя три дня после применения военной силы. События в Берлине в апреле 1847 года рассматриваются в исторической науке как предвестие Мартовской революции 1848 года.
В период между Венским конгрессом 1815 года и Мартовской революцией 1848 года, получивший в истории название «домартовский», Берлин столкнулся с резким ростом численности населения, вызванным начавшимся процессом индустриализации и фундаментальными изменениями в производственных отношениях. В 1815 году в городе насчитывалось 200 тыс. жителей, а спустя 30 лет проживало уже 385 тыс. человек. За пределами города возникли машиностроительные, текстильные, химические и иные промышленные предприятия. Заводские рабочие и по-прежнему более многочисленные ремесленники зависели от колебаний экономических циклов, многие из них постоянно находились на грани выживания. Постоянный приток населения в Берлин привёл к избытку рабочей силы. Как следствие, продолжительность рабочего дня составляла от 12 до 15 часов при низком уровне заработной платы, применялся детский труд. Усугублявшиеся социальные проблемы в концентрированной форме демонстрировали берлинские предместья. Наиболее бедные жители районов на севере Берлина рассматривались представителями буржуазии и властями как потенциальные уголовники, готовые прибегнуть к насилию.
1846 год выдался в Центральной Европе неурожайным на зерновые. Урожай картофеля, основного продукта питания народных масс, оказался к тому же вполовину меньше обычного из-за поражения посадок фитофторозом. Осознавая угрозу дефицита поставок продуктов питания и роста цен, городской совет Берлина в начале октября 1846 года обратился к королю Фридриху Вильгельму IV с просьбой запретить экспорт зерна и приостановить производство спиртных напитков из картофеля. Под давлением крупных прусских землевладельцев прусское правительство отказало в этом ходатайстве, по его мнению превысившем полномочия городских представителей. Импортные налоги на муку и зерно были сняты «в исключительном порядке» лишь в январе 1847 года.
Крестьяне из окрестностей Берлина, приезжавшие в город на еженедельные городские ярмарки, повысили цены на свой картофель. Обычно метц (2—2,5 кг) картофеля продавался за серебряный грош, в конце января 1847 года цена выросла до трёх серебряных грошей. Управление полиции опровергало распространявшиеся слухи о том, что была официально установлена максимальная цена на картофель в два серебряных гроша, и заявляло, что власти не собираются регулировать свободные цены на рынке. Состоятельные граждане Берлина и дворянство проводили индивидуальные благотворительные акции. «В пользу бедных» организовывались благотворительные балы. Частные организации пытались смягчить сложную социальную ситуацию. Берлинцам также рекомендовали заменять муку другими продуктами и есть конину.
В середине 1847 года цена на картофель достигла пяти серебряных грошей, что составляло половину среднего заработка рабочего за день. Для многочисленных безработных и временных рабочих и их зачастую больших семейств картофель, основной продукт питания, стал ещё менее доступным. Только в этот момент магистрат Берлина временно отменил коммунальный налог на муку и зерно, который подлежал оплате на въезде через городские ворота Берлина. Тем не менее, на цене на картофель эта мера не отразилось, а лишь ослабила финансовые возможности города в и без того сложной ситуации: в 1847 году уже 40 % бюджета города тратилось на поддержку многочисленного неимущего населения в форме дотаций на питание бедняков и талоны на хлеб.
В среду, 21 апреля 1847 года на площади Жандарменмаркт дело дошло до рукоприкладства. Одна из торговок, как и многие другие продавцы, внезапно резко повысила цену на свой картофель и спровоцировала протестовавших клиенток замечанием, что скоро им придётся радоваться уже тому, что крестьяне им хотя бы сено продадут. В ответ матери рабочих семейств порезали несколько картофельных мешков и набрали картофеля не оплатив. На рынках на площадях Молькенмаркт и Дёнгофплац покупатели громили палатки и угрожали торговцам. На каждом из этих рынков несли службу по два полицейских, которые не смогли предотвратить развитие конфликтов.
Обычный по четвергам рынок на Александерплац 22 апреля не состоялся, после произошедших накануне событий торговцы отказались приезжать. На Александерплац и на других площадях Берлина собиралась возбуждённая толпа, в своём большинстве состоявшая из жителей пригородов, начались погромы близлежащих булочных и мясных лавок. В ответ на эти волнения в полдень подняли под ружьё берлинский гарнизон, были произведены многочисленные аресты. Возмущённые демонстранты закидали камнями окна Дворца кронпринцев на Унтер-ден-Линден, где проживал принц Вильгельм, командующий гвардейским корпусом и будущий император Вильгельм I. В пятницу, 23 апреля, вся территория города полностью контролировалась военными. В особенности на рыночных площадях Жандарменмаркт, Дёнгофплац и Новый Рынок в этот день охрана была организована настолько эффективно, что торговцы постепенно стали съезжаться и новых беспорядков не произошло. Кроме того, городские власти для успокоения населения неожиданно выбросили на рынок крупную партию картофеля по 2,5 серебряных гроша.
Около сотни участников беспорядков были приговорены к различным срокам тюремного заключения. Самое строгое наказание в размере 10 лет тюремного заключения назначили 32-летнему рабочему, который избил офицера и вырвал саблю у солдата. Большинство осуждённых было амнистировано в честь дня рождения короля Фридриха Вильгельма IV 15 октября 1847 года. 25 лет спустя император Вильгельм I напомнил о «картофельной революции», получив сообщение о волнениях среди арендаторов в Берлине: такое нельзя недооценивать — спустя только один год после казавшихся относительно безобидными беспорядков 1847 года Мартовская революция подвергла угрозе всё государство.